# Агавнаванк
Агавнаванк (вірм. Աղավնավանք) — село в Тавуській області Вірменії. Село розташоване в Диліжанському заповіднику за 27 км на південь від Іджевану і за 73 км на північний схід від Раздану. Село розташоване по обох берегах річки Гетік. За 3 км на захід розташоване село Хачардзан, а за 3 км на південний схід розташоване село Дзораванк, яке розташоване вже в сусідньому з Тавуші Марзі Гегаркунік.

## Населення
За даними «Кавказького календаря» на 1912 в селі Салах Казахського повіту Елісаветпольской губернії проживало 56 осіб, переважно азербайджанців, зазначених у календарі як «татари».

## Тисовий гай Ахнабад
На висоті від 1400 до 1700 м розташований реліктовий 300-400 річний тисовий гай Ахнабад. Площа гаю становить 25 га.

## Відомі уродженці
- Рамазан Аббасов, футболіст збірної Азербайджану (з 2006)
- Ніфталієв Годжаев, азербайджанський фізик
- Тофік Гусейнов, азербайджанський поет
- Місір Марданов, міністр освіти Азербайджану (з 1998)
- Сергій Мелкумов, відомий шоумен, світський лев, організатор корпоративних заходів (з 2007)